# 狼鬣狗
狼鬣狗（學名：Lycyaena）是屬於鬣狗科的一種已滅絕肉食動物，為適於行走的掠食者而非完全的食腐動物。化石出土於現今的德國、查德、摩爾多瓦、西班牙、土耳其、烏克蘭。在 R. F. Ewer 的著作《The Carnivores(1973)》中提到，狼鬣狗可能為現存土狼的祖先。